# Wade-Giles
 Der er for få eller ingen kildehenvisninger i denne artikel, hvilket er et problem. Du kan hjælpe ved at angive troværdige kilder til de påstande, som fremføres i artiklen.

Wade-Giles (simplicificeret kinesisk: 威妥玛拼音 eller 韦氏拼音), sommetider forkortet Wade, er et transskriptionssystem fra den kinesiske skrift brugt på standard mandarin til engelsk baseret på den form for Mandarin, som bruges i Beijing.
Wade-Giles udviklede sig fra et system lavet af Thomas Wade i midten  af det 19. århundrede og nåede sin endelige form med Herbert Giles' kinesisk-engelske ordbog fra 1912. Det var det hyppigst anvendte system for transskription i den engelsktalende verden i det meste af det 20. århundrede og erstattede det Nanjing-baserede transskriptionssystem som havde været almindeligt indtil sidst i det 19. århundrede. Wade-Giles er i dag næsten erstattet af Pinyinsystemet, men det bruges stadig i Taiwan.
| Sprog | Spire Denne artikel om sprog er en spire som bør udbygges. Du er velkommen til at hjælpe Wikipedia ved at udvide den. |